# Data General-One

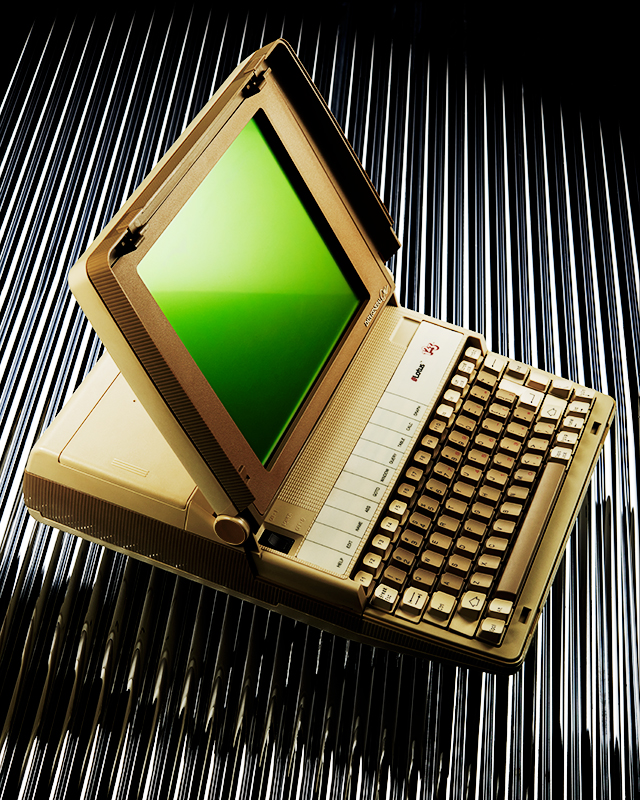
Data General-One

Data General-One (DG-1) — портативний персональний комп'ютер, 1984 року.
Комп'ютер був розроблений спільно двома групами фахівців компанії Data General, що працюють в штатах Північна Кароліна і Массачусетс, а також японською філією цієї компанії — компанією Nippon Data General. Цей комп'ютер масою 4-5 кг (залежно від конфігурації і додаткових можливостей) не тільки оснащувався повноформатним рідкокристалічним індикатором з екраном ємністю 25 рядків* 80 знаків та графікою CGA (640×200), але мав і додаткове розширювальне шасі, яке робило його IBM PC-сумісним комп'ютером. Машина Data General-One, ціна якої становила 2895 дол. США, комплектувалася оперативною пам'яттю ємністю від 128Кб до 512Кб, двома 3,5-дюймовими дисководами, 79-клавішною повнорозбірною клавіатурою. ЕОМ забезпечувалася повною клавіатурою і вбудованим нікель-кадмієвим акумулятором, що забезпечував роботу машини протягом більше 8 годин. Дисплей забирався всередину комп'ютера, і весь блок уміщався у валізі типу «дипломат». Комп'ютер працював під керуванням мікропроцесора 80C88 і випускався з операційними системами Venix (ліцензійна версія операційної системи Unix), а також MS-DOS від компанії Microsoft і CP/M-86 від компанії Digital Research.